# Hypotaenidia vavauensis
Hypotaenidia vavauensis — вимерлий вид журавлеподібних птахів родини пастушкових (Rallidae).

## Поширення
Вид був ендеміком Тонги. Відомий з ілюстрації 1793 року. Описаний у 2020 році з субфосильних решток, що виявлені на острові Вуна з групи Вавау.

## Опис
Hypotaenidia vavauensis був нелітаючим птахом з ногами, довшими та громіздкішими, ніж у більшості відомих видів Hypotaenidia. Дзьоб криваво-червоним, ближче до основи ставав блідо-рожевим. На тілі були сірі та білі плями, що виглядали як сланцево-блакитні.